# John Huston
John Marcellus Huston (n. 5 august 1906, Nevada, Missouri - d. 28 august 1987, Middletown, Rhode Island) a fost un celebru regizor american de film și scenarist, laureat cu Premiul Oscar. Este tatăl lui Anjelica Huston.
A regizat printre altele și renumitele filme clasice: Șoimul maltez (1941), Jungla de asfalt (1950), Comoara din Sierra Madre (1948), Key Largo (1948), Regina africană (1951), Drumul spre victorie (1981) și Onoarea familiei Prizzi (1986).

## Filmografie

### Ca regizor
- 1941 Șoimul maltez (The Maltese Falcon)
- 1942 In This Our Life
- 1942 Winning Your Wings
- 1942 Dincolo de Pacific (Across the Pacific)
- 1943 Report from the Aleutians
- 1945 The Battle of San Pietro
- 1946 Let There Be Light
- 1948 Comoara din Sierra Madre (The Treasure of the Sierra Madre)
- 1948 Key Largo
- 1949 We Were Strangers

- 1950 Jungla de asfalt (The Asphalt Jungle)
- 1951 The Red Badge of Courage
- 1951 Regina africană (The African Queen)
- 1952 Moulin Rouge
- 1953 Mai tare ca diavolul (Beat the Devil)
- 1956 Moby Dick
- 1957 Heaven Knows, Mr. Allison
- 1958 The Barbarian and the Geisha
- 1958 The Roots of Heaven

- 1960 The Unforgiven
- 1961 Inadaptații (The Misfits)
- 1962 Freud: The Secret Passion
- 1963 The List of Adrian Messenger
- 1964 Noaptea iguanei (The Night of the Iguana)
- 1966 The Bible: In the Beginning
- 1967 Reflections in a Golden Eye
- 1967 Casino Royale
- 1969 Sinful Davey
- 1969 A Walk with Love and Death

- 1970 The Kremlin Letter
- 1972 Fat City
- 1972 The Life and Times of Judge Roy Bean
- 1973 The Mackintosh Man
- 1975 Omul care voia să fie rege (The Man Who Would Be King)
- 1979 Wise Blood
- 1980 Phobia
- 1981 Drumul spre victorie (Escape to Victory)
- 1982 Annie
- 1984 Under the Volcano
- 1985 Onoarea familiei Prizzi (Prizzi's Honor)
- 1987 The Dead

## Premii și nominalizări
| An   | Film                                 | Nominalizări la Premiul Oscar | Oscar câștigate |
| ---- | ------------------------------------ | ----------------------------- | --------------- |
| 1941 | Șoimul maltez                        | 3                             |                 |
| 1942 | Winning Your Wings                   | 1                             |                 |
| 1943 | Report from the Aleutians            | 1                             |                 |
| 1948 | Comoara din Sierra Madre             | 4                             | 3               |
| 1948 | Key Largo                            | 1                             | 1               |
| 1950 | Jungla de asfalt                     | 4                             |                 |
| 1951 | Regina africană                      | 4                             | 1               |
| 1952 | Moulin Rouge                         | 7                             | 2               |
| 1957 | Heaven Knows, Mr. Allison            | 2                             |                 |
| 1962 | Freud: The Secret Passion            | 2                             |                 |
| 1964 | The Night of the Iguana              | 4                             | 1               |
| 1966 | The Bible: In the Beginning          | 1                             |                 |
| 1967 | Casino Royale                        | 1                             |                 |
| 1972 | Fat City                             | 1                             |                 |
| 1972 | The Life and Times of Judge Roy Bean | 1                             |                 |
| 1975 | Omul care voia să fie rege           | 4                             |                 |
| 1982 | Annie                                | 2                             |                 |
| 1984 | Under the Volcano                    | 2                             |                 |
| 1985 | Onoarea familiei Prizzi              | 8                             | 1               |
| 1987 | The Dead                             | 2                             |                 |

### Scenarist
- 1930 The Storm, regia William Wyler (scris împreună cu Charles Logue, Langdon McCormick, Tom Reed și Wells Root)
- 1931 A House Divided, regia William Wyler (scris împreună cu John B. Clymer, Olive Edens și Dale Van Every)
- 1932 Murders in the Rue Morgue, regia Robert Florey (scris împreună cu Tom Reed și Dale Van Every)
- 1938 The Amazing Dr. Clitterhouse, regia Anatole Litvak (scris împreună cu John Wexley)
- 1938 Jezebel, regia William Wyler (scris împreună cu Clements Ripley, Abem Finkel și Robert Buckner)
- 1941 Sierra înaltă (High Sierra), regia Raoul Walsh (scris împreună cu W.R. Burnett)
- 1941 Șoimul maltez (The Maltese Falcon), regia John Huston
- 1941 Sergeant York, regia Howard Hawks (scris împreună cu Abem Finkel, Harry Chandler și Howard Koch)
- 1946 Ucigașii, regia Robert Siodmak (scris împreună cu Anthony Veiller)
- 1946 Three Strangers, regia Jean Negulesco (scris împreună cu Howard Koch)
- 1948 Comoara din Sierra Madre (The Treasure of the Sierra Madre), regia John Huston
- 1948 Key Largo, regia John Huston (scris împreună cu Richard Brooks)
- 1949 We Were Strangers, regia John Huston (scris împreună cu Peter Viertel)
- 1951 Regina africană (The African Queen), regia John Huston (scris împreună cu James Agee)
- 1952 Moulin Rouge, regia John Huston (scris împreună cu Anthony Veiller)
- 1953 Mai tare ca diavolul (Beat the Devil), regia John Huston (scris împreună cu Truman Capote)
- 1956 Moby Dick, regia John Huston (scris împreună cu Ray Bradbury)
- 1957 Heaven Knows, Mr. Allison, regia John Huston (scris împreună cu John Lee Mahin)
- 1964 Noaptea iguanei (The Night of the Iguana), regia John Huston (scris împreună cu Anthony Veiller)
- 1975 Omul care voia să fie rege (The Man Who Would Be King), regia John Huston (scris împreună cu Gladys Hill)
- 1988 Mr. North, regia Danny Huston (scris împreună cu Janet Roach și James Costigan)

### Actor
Nu sunt incluse filme pe care le-a regizat
- 1963 The Cardinal, regia Otto Preminger
- 1968 Candy, regia Christian Marquand
- 1968 Rocky Road to Dublin (documentar) , ca interviu, regia Peter Lennon
- 1969 De Sade, regia Cy Endfield
- 1970 Myra Breckinridge, regia Michael Sarne
- 1971 The Deserter, regia Burt Kennedy
- 1971 Un om în sălbăticie (Man in the Wilderness), regia Richard C. Sarafian
- 1971 The Bridge in the Jungle
- 1972 Rufino Tamayo: The Sources of his Art (documentar), regia Gary Conklin
- 1973 Bătălia pentru planeta maimuțelor (Battle for the Planet of the Apes), regia J. Lee Thompson
- 1974 Chinatown, regia Roman Polanski
- 1975 Breakout
- 1975 The Wind and the Lion, regia John Milius
- 1977 Tentacles, regia Ovidio G. Assonitis
- 1977 The Hobbit, regia Arthur Rankin, Jr., Jules Bass
- 1978 The Greatest Battle, regia Umberto Lenzi
- 1978 The Bermuda Triangle, regia René Cardona, Jr.
- 1978 Angela, regia Boris Sagal
- 1979 The Visitor, regia Giulio Paradisi
- 1979 Winter Kills, regia William Richert
- 1980 Head On
- 1980 The Return of the King, regia Jules Bass și Arthur Rankin, Jr.
- 1982 Cannery Row, narator
- 1983 A Minor Miracle (, regizor: Raoul Lomas)
- 1984 Notes from Under the Volcano (documentar, în rolul său), regia Gary Conklin
- 1984 Bolnav de dragoste (Lovesick), regia Marshall Brickman
- 1985 Cazanul negru (The Black Cauldron), narator
- 1986 Momo, regia Johannes Schaaf
- 1987 Mister Corbett's Ghost (TV) (ca Soul Collector, regia Danny Huston)
- 2018 The Other Side of the Wind (postum)

## Legături externe
- John Huston la Cinemagia
- John Huston la Internet Movie Database
- They Shoot Pictures, Don't They?
- Literature on John Huston
- „John Huston”. Find a Grave. Accesat în 11 iunie 2013.